# Pflanzenkäfer
Die Pflanzenkäfer (Alleculinae) sind eine Unterfamilie der Schwarzkäfer (Tenebrionidae).

## Merkmale
Die Käfer werden vier bis 14 Millimeter lang und sind meist schwarz braun, oder gelb gefärbt. Einige wenige Arten sind metallisch glänzend. Sie haben längsgerillte Flügeldecken und große Augen. Die Fühler sind elfgliedrig, lang und vor den Augen und unter den Wangen eingelenkt. Der Halsschild ist meistens breiter als lang und vorn oft halbkreisförmig. Die Klauen sind an der Innenseite gekämmt oder gezähnt.

## Lebensweise
Die Lebensweisen zwischen den einzelnen Arten sind sehr verschieden. Die einen sind nachtaktiv, während die anderen Wärme und Sonne suchen. Die Käfer leben in Baumschwämmen, in verpilztem Holz, unter loser Rinde, auf Blüten und auf Bäumen. Sie fressen Pollen. Die Weibchen legen die Eier entweder in Holzrisse oder Öffnungen, die von anderen Holzbewohnern erstellt wurden, oder in den Boden. Die Larven leben in Baumschwämmen oder in morschem Holz (Alleculini), wo sie sich von myzeldurchsetztem Holz ernähren. Bodenbewohnende Larven (Omophlini) leben von Pflanzenresten, Schimmel und auch von lebendem Wurzelgewebe. Nach zwei bis drei Jahren verpuppen sich die Larven in einer Kammer.

## Systematik
Die Pflanzenkäfer wurden früher als eigenständige Familie betrachtet und später als Unterfamilie zu den Schwarzkäfern gestellt. Weltweit sind ca. 2.600 Arten bekannt, in Europa wurden etwa 150 Arten nachgewiesen, in Mitteleuropa sind etwa 30 Arten aus elf Gattungen zu finden.

## Arten in Europa
In Europa kommen folgende Arten vor:
- Allecula aterrima Rosenhauer, 1847
- Allecula morio (Fabricius, 1787)
- Allecula rhenana Bach, 1856
- Copistethus spadix (Kiesenwetter, 1861)
- Cteniopinus altaicus (Gebler, 1830)
- Schwefelkäfer (Cteniopus sulphureus (Scopoli, 1763))
- Cteniopus impressicollis Fairmaire, 1892
- Cteniopus intrusus Seidlitz, 1896
- Cteniopus neapolitanus Baudi, 1877
- Cteniopus punctatissimus Baudi, 1877
- Cteniopus sulphuripes (Germar, 1824)
- Gastrhaema abdominalis (Laporte de Castelnau, 1840)
- Gastrhaema rufiventris (Waltl, 1835)
- Gerandryus aetnensis (Rottenberg, 1870)
- Gonodera bicolor Reitter, 1884
- Veränderlicher Pflanzenkäfer (Gonodera luperus (Herbst, 1783))
- Gonodera macrophthalma Reitter, 1884
- Gonodera metallica (Kuster, 1850)
- Gonodera pulcherrima (Faldermann, 1837)
- Gonodera subaenea (Kuster, 1850)
- Heliotaurus crassidactylus Seidlitz, 1896
- Heliotaurus ruficollis (Fabricius, 1781)
- Heliotaurus rufithorax Reitter, 1906
- Heliotaurus sanguinicollis Reitter, 1906
- Heliotaurus seidlitzi Reitter, 1906
- Heliotaurus tenuipes Seidlitz, 1896
- Hymenalia badia Kiesenwetter, 1861
- Hymenalia basalis Faust, 1877
- Hymenalia elongata Pic, 1925
- Hymenalia graeca Seidlitz, 1896
- Hymenalia gravida (Kuster, 1850)
- Hymenalia morio (Redtenbacher, 1849)
- Hymenalia obscuripennis Pic, 1905
- Hymenalia purkynei Obenberger, 1916
- Rotbeiniger Pflanzenkäfer (Hymenalia rufipes (Fabricius, 1792))
- Hymenorus baudii Seidlitz, 1896
- Hymenorus doublieri (Mulsant, 1851)
- Hymenorus scutellatus Pic, 1901
- Isomira anaspiformis Weise, 1974
- Isomira antennata (Panz, 1798)
- Isomira arenaria Gerhardt, 1904
- Isomira avula Seidlitz, 1896
- Isomira costessii (Bertolini, 1866)
- Isomira estrellana Kiesenwetter, 1870
- Isomira euboica Pic, 1903
- Isomira ferruginea (Kuster, 1850)
- Isomira funerea (Kiesenwetter, 1861)
- Isomira genistae (Rottenberg, 1870)
- Isomira granifera Kiesenwetter, 1878
- Isomira hispanica Kiesenwetter, 1870
- Isomira hypocrita Mulsant, 1856
- Isomira icteropa (Kuster, 1852)
- Isomira marcida (Kiesenwetter, 1863)
- Isomira murina (Linnaeus, 1758)
- Isomira nitida Reitter, 1890
- Isomira nitidula (Kiesenwetter, 1861)
- Isomira ochropus (Kuster, 1850)
- Isomira oertzeni Reitter, 1889
- Isomira ovulum (Kiesenwetter, 1863)
- Isomira parvula (Rottenberg, 1870)
- Isomira parvuloides Weise, 1974
- Isomira paupercula (Baudi, 1883)
- Isomira scutellaris (Baudi, 1877)
- Isomira semiflava (Kuster, 1852)
- Isomira testacea Seidlitz, 1896
- Isomira umbellatarum (Kiesenwetter, 1863)
- Megischia curvimana Reitter, 1890
- Megischia curvipes (Brullé, 1832)
- Megischia galbanata (Kiesenwetter, 1861)
- Megischina armillata (Brullé, 1832)
- Megischina rosinae (Seidlitz, 1896)
- Mycetochara axillaris (Paykull, 1799)
- Mycetochara brenskei Seidlitz, 1896
- Mycetochara flavicornis (Miller, 1883)
- Mycetochara flavipennis Reitter, 1908
- Mycetochara flavipes (Fabricius, 1792)
- Mycetochara graciliformis Reitter, 1899
- Mycetochara gracilis (Faldermann, 1837)
- Mycetochara humeralis (Fabricius, 1787)
- Mycetochara jonica (Obenberger, 1916)
- Mycetochara linearis (Illiger, 1794)
- Mycetochara myrmecophila (Obenberger, 1916)
- Mycetochara netolitzkyi (Penecke, 1912)
- Mycetochara obscura (Zetterstedt, 1838)
- Mycetochara pygmaea (Redtenbacher, 1874)
- Mycetochara quadrimaculata (Latreille, 1804)
- Mycetochara retowskyi (Reitter, 1889)
- Mycetochara roubali Maran, 1935
- Mycetochara rudis (Kuster, 1850)
- Mycetochara ruficollis Baudi, 1877
- Mycetochara scutellaris (Baudi, 1877)
- Mycetochara sulcipennis Reitter, 1896
- Mycetochara thoracica (Gredler, 1854)
- Omophlus agrapha Reitter, 1890
- Omophlus atticus Reitter, 1906
- Omophlus betulae (Herbst, 1783)
- Omophlus brullei Kirsh, 1869
- Omophlus candiota Obenberger, 1916
- Omophlus caucasicus Kirsh, 1869
- Omophlus compressus Seidlitz, 1896
- Omophlus curtus Kuster, 1850
- Omophlus dispar A. Costa, 1847
- Omophlus emgei Reitter, 1891
- Omophlus fallaciosus Rottenberg, 1870
- Omophlus flavipennis Kuster, 1850
- Omophlus glamocensis Obenberger, 1916
- Omophlus hirtus Seidlitz, 1896
- Omophlus infirmus Kirsch, 1869
- Omophlus lepturoides (Fabricius, 1787)
- Omophlus lividipes Mulsant, 1856
- Omophlus longicornis Bertolini, 1868
- Omophlus melitensis Baudi, 1877
- Omophlus nigrinus Reitter, 1889
- Omophlus ochraceipennis Faldermann, 1837
- Omophlus orientalis Mulsant, 1856
- Omophlus picipes (Fabricius, 1792)
- Omophlus pilicollis (Ménétriés, 1832)
- Podonta ambigua Kiesenwetter, 1873
- Podonta aubei Mulsant, 1856
- Podonta brevicornis Seidlitz, 1896
- Podonta corvina Kiesenwetter, 1873
- Podonta daghestanica Reitter, 1885
- Podonta dalmatina Baudi, 1877
- Podonta flecki Reitter, 1906
- Podonta graeca Seidlitz, 1896
- Podonta italica Baudi, 1877
- Podonta milleri Kiesenwetter, 1873
- Podonta morio Kiesenwetter, 1873
- Podonta nigrita (Fabricius, 1794)
- Podonta oblongata Miller, 1862
- Podonta simplex Seidlitz, 1896
- Mattschwarzer Pflanzenkäfer (Prionychus ater (Fabricius, 1775))
- Prionychus cisteloides Seidlitz, 1896
- Prionychus fairmairei (Reiche, 1860)
- Prionychus lugens Kuster, 1850
- Prionychus melanarius (Germar, 1813)
- Prionychus striatipennis Pic, 1909
- Proctenius chamaeleon (Reitter, 1894)
- Proctenius granatensis (Rosenhauer, 1856)
- Proctenius luteus (Kuster, 1848)
- Pseudocistela ceramboides (Linnaeus, 1761)
- Pseudocistela laevis (Kuster, 1850)
- Pseudocistela sericea (Drapiez, 1828)
- Pseudocistela subsulcata (Fairmaire, 1861)
- Pseudocistela varians (Fabricius, 1787)